# 東益山駅
東益山駅（トンイクサンえき）は、大韓民国全北特別自治道益山市にある韓国鉄道公社（KORAIL）全羅線の駅である。
当駅よりはるかに本数が多く、市内中心部に近い益山駅が徒歩圏内にあるため、旅客需要は少なかった。末期の利用者は1日30人程で、その少なさゆえに2009年7月1日に旅客取り扱いを中止した。現在は貨物のみ取り扱っている。
なお、2011年5月21日に駅舎を移転した。

## 歴史
- 1914年11月17日：旧裡里駅として開業。
- 1938年10月1日：東裡里駅に改称。
- 1995年9月1日：東益山駅に改称。
- 2009年7月1日：旅客取扱中止。
- 2011年5月21日 : 現在の位置に駅を移転。

## 隣の駅
韓国鉄道公社
全羅線
益山駅 - 東益山駅 - 参礼駅